# Próspero Penados del Barrio
Próspero Penados del Barrio (28 de agosto de 1925 – 13 de mayo de 2005) fue un prelado guatemalteco de la Iglesia católica. Fue Arzobispo Metropolitano de Guatemala de 1983 al 2000 y participó en las negociaciones de paz durante los últimos años de la Guerra Civil de Guatemala.

## Biografía
Próspero Penados del Barrio nació en Flores, Petén el 28 de agosto de 1925. Estudió en el Seminario de Santiago de Guatemala y más tarde en el Seminario de Nueva Orleans, EE. UU. Continuó sus estudios en la Pontificia Universidad Gregoriana en Roma, donde obtuvo su graduación académica en teología. Fue ordenado como sacerdote el 24 de marzo de 1951 en la Basílica de Santa María la Mayor de Roma.

## Episcopado
Regresó a Guatemala para servir como obispo auxiliar de la diócesis de San Marcos a partir de 1966, y como su obispo titular de 1971 a 1983.  En 1982, fue elegido presidente de la Conferencia Episcopal de Guatemala, un cargo que ocupó hasta 1986.
El 1 de diciembre de 1983, fue nombrado decimoséptimo Arzobispo Metropolitano de Guatemala y Prelado de Esquipulas por el Papa Juan Pablo II. Durante sus años de servicio como Arzobispo de Guatemala, Penados cambió el enfoque conservador de la Iglesia Católica hacia el escenario político de la nación, que en ese momento estaba sufriendo algunos de los años más sangrientos de la guerra civil de Guatemala. Tuvo un papel clave en las negociaciones de paz, denunciando numerosas violaciones de derechos humanos perpetrados por los regímenes militares de Guatemala, y por su apoyo a los defensores de los derechos humanos y las víctimas de la violencia en Guatemala. Fue el fundador de la Oficina de Derechos Humanos del Arzobispado de Guatemala (ODHAG) en 1990.
Penados dimitió de su cargo arquidiocesano en 2000, y fue sucedido por Rodolfo Quezada Toruño. Falleció en la ciudad de Guatemala el 13 de mayo de 2005 a la edad de 79 años y fue enterrado en la Catedral Metropolitana de Guatemala.